# Krzysztof Klicki
Krzysztof Klicki (ur. 1962) – polski przedsiębiorca, twórca i prezes firmy Kolporter S.A.

## Życiorys
Absolwent V Liceum Ogólnokształcącego im. ks. Piotra Ściegiennego w Kielcach. Rozpoczął następnie studia na Politechnice Świętokrzyskiej, lecz w 1985 roku przeniósł się na kierunek fizyka do Wyższej Szkoły Pedagogicznej w Kielcach, kończąc ją ostatecznie kilkanaście lat później.
W latach 80. pracował przy obsłudze centrali telefonicznej w Wiedniu. Po nieudanej próbie założenia w Kielcach gazety, rozpoczął w maju 1990 roku, pożyczonym od ojca samochodem – Oplem Kadettem, kolportaż prasy do kieleckich sklepów „Społem”. We wrześniu tego roku założył pierwszy oddział firmy w Katowicach i zatrudnił pierwszego pracownika. Na przestrzeni lat prowadzony przezeń Kolporter S.A. wielokrotnie znajdował się na liście 500 największych polskich firm tygodnika „Polityka”, notując największy zysk netto w 2010 (39,38 mln zł), a największe zatrudnienie w 2008 roku (2240 osób). W 2013 roku udział w rynku Kolportera S.A. wynosił 49,67%. 31 grudnia 2016 był ostatnim dniem prezesury Klickiego, z której zrezygnował po 26-latach zarządzania firmą. 
Od 2000 roku znajduje się na liście 100 najbogatszych Polaków tygodnika „Wprost”. W 2014 zajął 18. miejsce z majątkiem 1,51 mld zł.
W latach 2002–2008 był właścicielem klubu piłkarskiego Korona Kielce, który w tym okresie awansował po raz pierwszy do I ligi (2005), zajął w niej najwyższe miejsce w historii (piąte, 2006) i zagrał w finale Pucharu Polski (2007). Ze sponsorowania wycofał się w 2008 roku w związku z ujawnioną aferą korupcyjną w piłce nożnej, sprzedając klub miastu za 1 zł.